# Castelló de Farfanya
Castelló de Farfanya là một đô thị trong tỉnh Lleida, cộng đồng tự trị Cataluña Tây Ban Nha. Đô thị Castelló de Farfanya có diện tích là 52,97 ki-lô-mét vuông, dân số năm 2009 là 567 người với mật độ người/km². Đô thị Castelló de Farfanya có cự ly km so với tỉnh lỵ Lleida.
| 1900  | 1930  | 1950  | 1970  | 1981 | 1986 |
| ----- | ----- | ----- | ----- | ---- | ---- |
| 1.421 | 1.154 | 1.083 | 1.001 | 694  | 631  |